# Champeix
Champeix är en kommun i departementet Puy-de-Dôme i regionen Auvergne-Rhône-Alpes i centrala Frankrike. Kommunen ligger i kantonen Champeix som tillhör arrondissementet Issoire. År 2022 hade Champeix 1 416 invånare.

## Befolkningsutveckling
Antalet invånare i kommunen Champeix
| Referens: INSEE |